# Travna Gora
Travna Gora je naselje v Občini Sodražica.  Ustanovljeno je bilo leta 1998 iz dela ozemlja naselja Ravni Dol. Leta 2015 je imelo 15 prebivalcev. Je osrednje naselje na območju planote Travna gora, vendar nima stalnih prebivalcev in vključuje približno 30 počitniških hišic. Nahaja se nedaleč od znane romarske cerkve Nova Štifta.